# Val-d'Oise
la Val-d'Oise (francès) (95) o la Vall de l'Oise (català) és un departament francès a la regió de l'Illa de França. El departament de la Vall de l'Oise va ser creat l'1 de gener de 1968, en aplicació de la llei de 10 de juliol de 1964, a partir de la part nord de l'antic departament de Sena i Oise.